# 高知県道312号安和停車場線
高知県道312号安和停車場線（こうちけんどう312ごう あわていしゃじょうせん）は、高知県須崎市を通る一般県道である。

## 概要
須崎市安和にあるJR四国土讃線 安和駅前から国道56号までを結ぶ。

### 路線データ
- 起点：高知県須崎市安和（JR四国土讃線 安和駅前）
- 終点：高知県須崎市安和（国道56号交点）
- 総延長：80 m

## 地理

### 通過する自治体
- 高知県
  - 須崎市

### 交差する道路
| 交差する道路 | 交差する場所 | 交差する場所 |
| ------------ | ------------ | ------------ |
| 国道56号     | 安和         | 終点         |

### 沿線
- JR四国土讃線 安和駅
- 須崎市立安和小学校